# 冠城镇
冠城镇是中国山东省聊城市冠县下辖的一个镇。2010年，冠城镇和烟庄乡被撤销，设立清泉街道、崇文街道、烟庄街道。区域面积5346.3公顷。

## 行政区划
冠城镇下辖耿儿庄村、三里韩村、代家屯村、直隶村、朱霍三里庄村、前张义堡村、后张义堡村、花留庄村、五里韩村、七里韩村、东三里庄村、吴家村、申尹庄村、曹尹庄村、前谷子头村、孟谷子头村、东谷子头村、田庄村、沙庄村、胡庄村、靖庄村、刘神伯东村、刘神伯西村、安村、杨村、于村、包村、五里铺村、西谷子头村、宋三里庄村、徐三里庄村、东街村、西街村、南街村、北街村、东关村、南关村、元庄村、张尹庄村、东堤固村、王孝村、西提固村、王庄子村、李八里庄村、陈八里庄村、邢八里庄村、崔八里庄村、张八里庄村、高三里庄村、吴村、杜刘村、徐刘村、靖刘村、前董固村、后董固村、唐寺村、孙疃村、铺上村、多庄村、寨里村、前唐固村、后唐固村、西范庄村、马宋店村、郑宋店村、殷宋店村、前旺庄村、后旺庄村、马寨村、李芦村、殷芦村、常芦村、吉固村、北头村、朱王芦村、吕庄村、建设局居委会、工商局居委会、民政局居委会、国税局居委会。